# Naia Laso Ponzano
Naia Laso Ponzano   (Bermeo, 19 de novembre de 2008) és una patinadora de monopatí basca que va participar als Jocs Olímpics d'Estiu de 2024 a París essent, amb quinze anys d'edat, l'esportista més jove de la delegació espanyola.

## Trajectòria
Laso és tres vegades campiona d'Espanya de monopatí de carrer. Va participar al Campionat del Món de monopatí de 2023 a Roma. Durant la ronda de classificació va obtenir la puntuació més alta amb 83,18 punts i va acabar la competició en cinquè lloc.
El març de 2024 va guanyar la competició del World Skate Tour (WST) a Dubai, amb una puntuació de 93,46. Després de la sèrie de classificació olímpica de 2024, Laso es va classificar per als Jocs Olímpics d'Estiu de 2024, on va quedar 7a a la final de la competició de parc amb una puntuació de 86,28.